# Río Managuá
Río Managuá är ett vattendrag i Guatemala, på gränsen till Honduras. Det ligger i den östra delen av landet, 160 km öster om huvudstaden Guatemala City.